# 오카다 료타
오카다 료타(일본어: 岡田 亮太, 1988년 9월 9일 ~ )는 일본의 축구 선수이다.

## 구단 경력
그는 2014년부터 2021년까지 J리그의 후쿠시마 유나이티드 FC에서 활동하였다.